# Пятнадцатилетний капитан (фильм, 1945)
«Пятнадцатилетний капитан» — советский чёрно-белый кинофильм 1945 года, экранизация одноимённого романа Жюля Верна.

## Сюжет
Китобойная шхуна-бриг (бригантина) «Пилигрим» под командованием бывалого капитана Гуля прибывает в Окленд, где берёт на борт пассажиров — семью судовладельца Джеймса Уэлдона. В открытом море путешественники встречают дрейфующие обломки судна, на которых обнаруживают несколько выживших негров-американцев. Вскоре капитан вместе с другими китобоями отправляется на шлюпке охотиться на китов и пропадает в океане. Пятнадцатилетнему юнге Дику Сэнду вместе со спасёнными неграми приходится заменить и капитана, и матросов, чтобы доставить пассажиров в Южную Америку.
Однако из-за предательства коварного судового кока Негоро, бывшего работорговца, вместо Америки шхуна приплывает к берегам Анголы, где её выбрасывает на берег. Углубившись в джунгли, Дик и его спутники попадают в плен к местным торговцам рабами, однако самому сильному из негров — Геркулесу — удаётся бежать. Присоединившийся к работорговцам Негоро желает получить выкуп за жену и сына судовладельца Уэлдона.
Отважному Дику с помощью переодевшегося колдуном-мганнгой Геркулеса предстоит спасти команду и пассажиров, а также отомстить злодеям за все их преступления.

## В главных ролях
- Всеволод Ларионов — Дик Сэнд
- Александр Хвыля — капитан Гуль
- Михаил Астангов — Негоро
- Елена Измайлова — миссис Уэлдон
- Азарий Мессерер — Джекки
- Павел Суханов — кузен Бенедикт
- Вейланд Родд — Геркулес
- Виктор Кулаков — Гаррис
- Коретти Арле-Тиц —  Нэн
- Осип Абдулов — Хозе-Антонио Альвец
- Сергей Ценин — Ворби
- Арам Кук — Томас
- Иван Бобров — король Муани-Лунг

## Съёмочная группа
- Художественный руководитель: Леонид Луков
- Сценарий: Георгий Гребнер, Василий Журавлёв
- Режиссёр-постановщик: Василий Журавлёв
- Оператор: Юлий Фогельман
- Композитор:Никита Богословский
- Звукооператор: Николай Озорнов
- Художники: Сергей Козловский, Александр Дихтяр
- Комбинированные съёмки: К. Алексеев, Ю. Лупандин
- Директор картины: В. Кренский
- Второй режиссёр: Мария Сауц
- Второй оператор: Лидия Дыко
- Художник по костюмам: Ольга Кручинина
- Художник-гримёр: Анатолий Иванов
- Ассистенты режиссёра: Н. Поплавский, Генрих Оганесян
- Ассистенты по монтажу: Г. Шимкович, О. Тисовская
- Оркестр комитета по делам кинематографии при СНК СССР под управлением Д. Блока

## Съёмки и отличия от романа
Съёмки картины проходили в Крыму и Батуми.
- В книге Жюля Верна нет знаменитой фразы «Я не Негоро! Я — капитан Себастьян Перейра, торговец чёрным деревом!», и вообще нет имени Себастьяна Перейры[1].
- В книге Негоро, чтобы сбить «Пилигрим» с курса, подкладывает под компас железный брус, в фильме — топор.
- В фильме есть эпизод, когда Дику Сэнду мерещится легендарный корабль «Летучий голландец», о котором в романе не сказано ни слова (впоследствии оказывается, что это был корвет, подобравший капитана Гуля, — в отличие от книги, в фильме капитан Гуль остаётся в живых).
- Согласно роману, няня по имени Нэн погибла во время перехода через центр Африки от рук работорговцев; в фильме она остаётся в живых.
- В книге главарь работорговцев Хозе Антонио Альвец — негр (автор подчёркивает его особую низость как предателя соплеменников); в фильме (в исполнении Осипа Абдулова) — белый.
- Концовка фильма иная, чем в романе: капитан судна «Пилигрим» вместе со всей своей командой оказывается жив (его подобрал корвет, который Дик Сэнд принял за «Летучего голландца») и приходит на помощь Дику Сэнду, окружённому работорговцами, тогда как в романе все они погибли во время охоты на полосатика.
- Фильм снимался в Батуми.[источник не указан 1408 дней]
- Артисту Всеволоду Ларионову, сыгравшему роль Дика Сэнда, было почти столько же лет, сколько и его герою (это был его дебют в кинематографе). Впоследствии он вспоминал, что во время съёмок не знал, куда девать руки, и его снимали так, чтобы руки в кадр не попадали (если по ходу действия они не были ничем заняты).
- Из фильма исключена колоритная сцена гибели короля Муани-Лунга от чрезмерной порции горячего пунша.
- Маленькую эпизодическую роль приближённого короля Муани-Лунга сыграл Георгий Милляр.

## Видео
В начале 2000-х годов фильм выпущен на видеокассетах дистрибьюторами «Мастер Тэйп» и «Твик-Лирек». На DVD фильм выпущен дистрибьюторами «Твик-Лирек», «Ретро-Клуб», «Видеосинтез», компанией «Магнат», а 8 сентября 2009 года — RUSCICO, позже — «Новый Диск».